# Виктор Цој
Виктор Робертович Цој (рус. Ви́ктор Ро́бертович Цой, кореј. 빅토르 최; Лењинград, 21. јун 1962 — недалеко од Тукумса, 15. август 1990) био је совјетски рок музичар, текстописац и сликар. Суоснивач је и вођа рок групе „Кино”, једне од најпопуларнијих и музички најутицајнијих музичких група у историји руске музике.
Почео је да пише пјесме кад је имао 17 година. Пјесме су углавном обрађивале теме попут уличног живота у Лењинграду, љубав и дружење са пријатељима. Године 1982. је упознао своју будућу супругу, Мариану (Марјану) Игоревну, да би се њом оженио три године касније, 1985. године. Исте године, 26. августа, добили су сина Александра (Сашу). Виктор је са групом Кино издао укупно 8 студијских албума и снимио је неколико филмова током осамдесетих година 20. вијека.
Током каријере урадио је неколико политички набијених албума, који су додатно поспјешили популарност групе. Не добијајући помоћ од државе за издавање својих албума, Цој је ишао кроз „Самиздат“, допуштајући да се албуми бесплатно дијеле. Ово је проузроковало још већу популарност, јер се створила атмосфера у којој су људи видјели да Цој не ствара само због новца.
Дана 15. августа 1990. године, Виктор Цој је погинуо у саобраћајној несрећи у Тукумсу, у Летонији, недалеко од Риге. Утицај Виктора Цоја на младе у Русији је био велик. И дан-данас се јављају бројни графити посвећени њему и његовом раду, организују концерти у његово име, а у једној од главних улица у Москви, у Старом Арбату, се налази велики меморијални зид посвећен Цоју, гдје долазе бројни његови поштоваоци да му одају почаст.

## Биографија
Виктор Цој је рођен у Лењинграду у породици професорке физичког образовања Валентине Васиљевне Цој и инжињера Роберта Максимовича Цоја. Био је њихово једино дијете.
Од 1974. до 1977. године је похађао наставу у средњој умјетничкој школи, гдје је основао групу „Палата № 6“ на челу са Максимом Пашковим. Након искључења из умјетничке школе због неуспјеха, уписао се на СГПТУ-61 да учи дрворез. Поред матерњег руског језика, Цој је врло добро говорио енглески, упркос чињеници да је у школи учио њемачки. Имао је једног полубрата, са очеве стране.
Године 1982. је упознао своју будућу супругу, Марину Игоревну, да би се њом оженио три године касније, 1985. године. Исте године, 26. августа, добили су сина Сашу.

### Стваралаштво

#### Прије групе „Кино“
Почео је да пише пјесме кад је имао 17 година. Пјесме су углавном обрађивале теме попут уличног живота у Лењинграду, љубав и дружење са пријатељима, особе са ограниченим могућностима које покушавају да преживе у свом свијету итд. Током тог времена, рок је представљао музику подземља, и углавном се слушао у Лењинграду. У Москви је сценом углавном владао поп, који је заузимао већину медијског простора и листи. Такође, за разлику од рок музике, поп музици су били наклоњени и влада и јавност. Рок музичарима је било тешко да пронађу покровитеље, и углавном су били жигосани као дрогераши и беспосличари.
Крајем 1970-их и почетком 1980-их, Цој, који је тада свирао бас-гитару у „Палати № 6“ је почео да се дружи са Алексејем Рибиним из аматерске групе „Пиљигрими“, са којим је гостовао код Мајка Науменка (из групе „Зоопарк“) и Андреја Панова. Код Панова су се у стану одржавали концерти познате совјетске групе „Автоматическије удовљетворитељи“.
На тим мјестима су и настали први тзв. кућни концерти (врста концерата специфичних за просторе бившег Совјетског Савеза) Виктора Цоја. Донекле стекавши славу, Виктор Цој и Алексеј Рибин су, у саставу групе „Автоматическије удовљетворитељи“, путовали у Москву на кућни концерт у стану Артемија Троицког. На једном од тих концерата, Цоја је примијетио Борис Гребеншчиков, дугогодишњи искусни рок музичар у то вријеме. Он му је понудио свесрдну помоћ, не само од себе самог, него и од Андреја Тропила, музичког продуцента, Сергеја Курјохина, познатог музичара и других.

#### Први албум
Године 1981. Виктор Цој, Алексеј Рибин и Олег Ваљински су основали групу „Гарин и Хиперболоиди“, која је већ у јесен исте године примљена у чланство Лењинградског рок клуба. Ускоро је, међутим, Валински примљен у армију, а група је, након што је промијенила име у „Кино“, почела са снимањем свог првог албума. Албум је сниман, под руководством Бориса Гребеншчикова, у Тропиловом студију, у дому омладине Техника, а у снимању су учествовали и сви чланови групе „Акваријум“. Ускоро је „Кино“ имало и свој први јавни наступ у том саставу, на фестивалу рок клуба, и док су свирали пјесму „Когда-то ты был битником“, иза кулиса су на сцену са гитарама искочили и Гребеншчиков, Науменко и Андреј Панов, придружујући се свирци. До 1982. године, албум је био завршен, а снимљени материјал је био дуг 45 минута; због тога су му и дали име „45“. Из коначне верзије албума је касније, међутим, скинута пјесма „Я — асфальт“, коју је могуће наћи само у предиздању албума као бонус-пјесму.
Плоча је стекла популарност у Совјетском Савезу, те су почели први концерти у Москви и Санкт Петербургу. У јесен 1982. године, скупа са бубњарем групе „Зоопарк“, „Кино“ је у Кусковљевом студију снимило неколико пјесама, од којих су најпознатије „Весна“ и „Последний герой“. Овај албум је касније, међутим, на Цојев захтјев избачен из продаје и није стекао већу славу.

#### Први заједнички концерти
Дана 19. фебруара 1983. године је одржан заједнички концерт група „Кино“ и „Акваријум“, а музичари су наступали под мрачном шминком и костимима са разнобојним лажним драгуљима. Свирали су пјесме „Електричка“, „Троллейбус“, „Алюминиевые огурцы“. У главни састав су позвани и Јуриј Каспарјан и Густав. У прољеће, због несугласица између Цоја и Рибина, Рибин је напустио групу и услиједиле су пробе са новим гитаристом. Почело је снимање новог албума, који је испрва носио назив „Начальника Камчатки“ као демо-албум, али је потом назван „46“. Овај албум је стекао велику популарност и велику проданост. У јесен 1983. године Виктор Цој је отишао на лијечење у психијатријску болницу, гдје је провео мјесец и по дана, избјегавајући на тај начин војну обавезу. У болници је написао „Транквилизатор“, а у прољеће је већ поново учествовао у саставу „Кина“ на прољећном фестивалу, гдје је група примила лауреатско звање. Антиратна пјесма „Я объявляю свой дом безъядерной зоной“ („проглашавам свој дом ваннуклеарном зоном“), која је отворила фестивал, призната је за најбољу пјесму фестивала 1984. године.

#### Политички уплив
Појавом Горбачова на руску политичку сцену и његових економских и политичких реформи, нарочито Гласности, на руској музичкој и филмској сцени и у медијима је дошло до веће отворености у критикама друштва, у чему је и Цој са својом групом „Кино“ почео значајно да судјелује. Снимљена је пјесма „Перемен!“ („Промјене!“) која је у јавности прихваћена као отворен позив на промјене у друштву. У интервјуу који је објављен тек након његове смрти, међутим, Цој је објаснио да су његове пјесме често погрешно схватане, коментаришући да је таква ситуација била и са том пјесмом.
1987. година је била пробојна година за групу „Кино“. Објављивањем свог седмог албума под насловом „Группа крови“ („Крвна група“), група је означила фазу која ће касније бити прозвана „киноманијом“. Отворена политичка клима која је услиједила у то вријеме, омогућила је Цоју да објави овај албум који се сматра највише испуњеним политиком до тог тренутка. Већина пјесама албума је била усмјерена ка омладини Совјетског Савеза, са јасним порукама да преузму контролу и започну промјене у држави, а неке пјесме су се односиле и на социјалне проблеме уопште. Звук овог албума и текстови пјесама су учинили да „Кино“ постане најпопуларнији рок бенд у Русији. Услиједило је још неколико политички набијених албума, који су додатно поспјешили популарност групе. Не добијајући помоћ од државе за издавање својих албума, Цој је ишао кроз „Самиздат“, допуштајући да се албуми бесплатно дијеле. Ово је проузроковало још већу популарност, јер се створила атмосфера у којој су људи видјели да Цој не ствара само због новца. Врхунац славе бенда је наступио 1990. године на концерту на Великом московском стадиону „Лужњики“, гдје је дошло око 62.000 обожавалаца и других посјетилаца.

### Смрт
Дана 15. августа 1990. године, у 12:28ч, Виктор Цој је погинуо у саобраћајној несрећи у Тукумсу, у Летонији, недалеко од Риге. Кренуо је у риболов, на који је хтио водити и сина Сашу, али он срећом није кренуо. По званичној верзији, Цој је заспао за воланом, након чега је његов тамноплави „Москвич 2141“ излетио са пута и, након око 250 m ударио у стуб на мосту преко ријеке Тејтоп а затим од удара скренуо у супротну траку и сударио се са аутобусом „Икарус-250“. Аутомобил је био уништен до те мјере да једна од гума није никад нађена.
Сахрањен је 19. августа на Богословском гробљу у Лењинграду.

## Група „Кино“ након Цојеве смрти
Након Цојеве смрти, очувани су неки снимци на којима пјева уз акустичну гитару. Од тих пјесама, потпуно завршена је била пјесма „Красно-жёлтые дни“, а остале су чекале свој завршетак у студију у Француској. Каспарјан и Тихомиров су се заузели за завршетак албума, којег су насловили „Чёрный альбом“ („Црни албум“) због сасвим црне боје омота, и објавили у Лењинградском рок клубу. Већину пјесама изводи Виктор Цој.
Преостали музичари групе „Кино“ су се поново састали неколицину година касније, ојачани Вјачеславом Бутусовим, и снимили заједнички албум „Звёздный падл“, 2001. године.

## Културни утицај
Утицај Виктора Цоја на младе у Русији је био велик. И дан-данас се јављају бројни графити посвећени њему и његовом раду, организују концерти у његово име, а у једној од главних улица у Москви, у Старом Арбату, се налази велики меморијални зид посвећен Цоју, гдје долазе бројни његови поштоваоци да му одају почаст.
У рачунарској игри „Grand Theft Auto 4“, у једној од сцена, на виртуелној радио-станици „Владивосток ФМ“ пуштена је Цојева пјесма „Группа Крови“.
У Русији је 1999. године издата поштанска марка са ликом Виктора Цоја.
|                                                                                      |  |  |
| „Цојев зид“, меморијални зид у част Виктора Цоја у улици Стари Арбат у центру Москве |  |  |

## Критике
Цоја су неријетко критиковали за промовисање пушења, наркоманије и антидруштвеног понашања. Још више од тога, међутим, је критикована његова музика; поред критика да су му текстови једноставни, да се понављају итд. често су га критиковали и да је био под знатним утицајем западних рок музичара, попут „Џој дивижн“, „Кјур“, „The Sisters of Mercy“, „Смитс“ (у периоду „Это не любовь“), „Дјуран Дјуран“ (у периоду „Ночи“).
Цојев вокални наступ се често сматра копијом стила Ијана Кертиса, при чему се првенствено мисли на примитивност, једнообразност и понављање простих ритама у пјесмама. Честе су и критике да узроци Цојеве популарности леже у два основна чиниоца: слаба присутност западних музичара у СССР у то вријеме, које је Цој често подражавао, и смрт у раној младости и на врхунцу славе, која га је претворила у идола. Ове критике су у посљедње вријеме нарочито присутне на интернету, гдје се спори његов таленат и квалитет стваралаштва.

## Дискографија
Група Кино
- 1982 — „45“
- 1983 — „46“
- 1984 — „Начальник Камчатки“
- 1985 — „Это не любовь“
- 1986 — „Ночь“
- 1988 — „Группа крови“
- 1989 — „Последний герой
- 1989 — „Звезда по имени Солнце“
- 1990 — „Чёрный альбом“.[13][14][15][16]

## Филмографија
Крајем 1980-их година, Цој се појавио у неколико филмова и путовао у САД да промовише дотичне филмове на филмским фестивалима. Године 1988, по анкети часописа „Совјетски екран“ (рус. Советский экран)“ Виктор Цој је проглашен за глумца године. Слиједи списак играних и документарних филмова у којима се појављивао:
- „“ (1986), документарни филм Рашида Нугманова
- „“ (1986), режисера Сергеја Лисенка
- „“ (1987), документарни филм Алексеја Учитеља
- „“ (1988), режисера Сергеја Соловјова
- „“ (1988), режисера Рашида Нугманова[18]
- „“, режисера Георгија Јунгвалда Килкевича
- „“ (објављен 1992), режисера Алексеја Учитеља

## Признања
- Двадесет најбољих музичара који су се појавили на филму, према часопису Ролинг Стоун Русија.[19]